# 22692 Карфрекал
22692 Карфрекал (22692 Carfrekahl) — астероїд головного поясу, відкритий 26 серпня 1998 року.
Тіссеранів параметр щодо Юпітера — 3,061.